# ارشک (سپهبد)
ارشک (به لاتین: Arsacius) یکی از مقامات رومی با اصالت ایرانی یا ارمنی در سده چهارم و پنجم میلادی در زمان امپراتوری تئودئوس دوم بود.